# Volt egyszer egy Hollywood
A Volt egyszer egy… Hollywood (eredeti cím: Once Upon a Time in… Hollywood) 2019-ben bemutatott amerikai bűnügyi-dráma, melyet Quentin Tarantino írt és rendezett. A főszereplők Leonardo DiCaprio, Brad Pitt és Margot Robbie.
A film világpremierje 2019. május 21-én volt a 72. cannes-i fesztiválon, az Amerikai Egyesült Államokban 2019. július 26-án, míg Magyarországon három héttel később szinkronizálva, augusztus 15-én mutatták be.

## Cselekmény
1969 februárjában Rick Dalton, a veterán hollywoodi színész és az 1950-es évek Bounty Law című televíziós western sorozatának sztárja attól tart, hogy karrierje hanyatlóban van. Legjobb barátja és dublőr-kaszkadőre Cliff Booth, egy közelharcban jártas háborús veterán, aki egy kis lakókocsiban él pitbullja, Brandy társaságában, és aki jelenleg sofőri feladatokat is ellát, mivel Dalton ittas vezetés miatt jelenleg eltiltás alatt van. Marvin Schwarz szereplőválogató ügynök azt tanácsolja Daltonnak, hogy utazzon Olaszországba spagettiwesterneket forgatni, ám a színész ezt méltatlannak érzi. Booth szintén nehézségekkel küszködik: mivel a szóbeszéd szerint megölte a feleségét, senki nem akarja alkalmazni őt. Hazaérve Dalton felfedezi, hogy szomszédságába új lakók költöztek: a színésznő Sharon Tate és férje, a filmrendező Roman Polanski. Dalton arról ábrándozik, hogy összebarátkozik a házaspárral, ilymódon feltámasztva hanyatló pályafutását.  Aznap éjjel Tate és Polanski számos hírességgel egyetemben részt vesz egy partin a Playboy villában.
Másnap, Dalton TV antennájának javítása közben Booth felidézi a Bruce Lee-vel folytatott verekedését a The Green Hornet munkálatai alatt, ami a kirúgásához vezetett. Ezalatt a Polanski rezidencia előtt egy ismeretlen, Charles Manson jelenik meg, aki a ház előző lakója, a zenei producer, Terry Melcher után érdeklődik, Jay Sebring azonban közli vele, hogy Melcher elköltözött. Tate megbízások után keresgél, és megáll egy mozinál, hogy megnézze saját alakítását a The Wrecking Crew című filmben.
Dalton autóját vezetve Booth felszed egy Pussycat nevű stopposlányt, akit a Spahn farmra visz, ahol Booth egyszer dolgozott a Bounty Law forgatásán. Észreveszi, hogy jó néhány hippi él ott (a Manson család). Gyanítván, hogy kihasználják a farm tulajdonosát, George Spahnt, Booth ragaszkodik ahhoz, hogy találkozzon vele, "Squeaky" Fromme kifogásai ellenére is. Booth végül beszél Spahnnal, aki eloszlatja az aggodalmait. Távozása után Booth észreveszi, hogy Steve „Clem” Grogan kiszúrt egy abroncsot Dalton autóján; megüti, és kényszeríti, hogy cserélje ki a kereket. Tex Watson megjelenik, hogy kézbe vegye a helyzetet, de már csak akkor érkezik meg, amikor Booth épp elhajt.
Dalton a gonosz szerepét kapja a Lancer próbaforgatásán, és párbeszédbe csöppen nyolcéves színésztársával, Trudi Fraserrel. Dalton küzd, hogy emlékezzen a szövegrészére, és megőrjíti, hogy az előzetesben csődöt mond. Ennek hatására később olyat alakít, ami mély benyomást tesz Fraserre és Sam Wanamaker rendezőre, megerősítve ezzel a bizalmukat iránta. Miután megtekintette Dalton vendégszereplését az F.B.I. egyik epizódjában, Schwarz előjegyzi őt Sergio Corbucci következő spagettiwesternjének, a Nebraska Jim-nek a címszerepére. Dalton magával viszi Boothsot egy hat hónapos munkára Olaszországba, mialatt két westernt és egy Eurospy komédiát forgat, valamint feleségül veszi az olasz sztárjelölt Francesca Capuccit. Dalton extravagáns életstílusa azonban hamar felemészti az olasz filmekből befolyt keresetét, így mikor visszatér Amerikába, közli Boothszal, hogy a továbbiakban nem engedheti meg magának a szolgálatait.
Los Angelesbe visszaérkezve az első este Dalton és Booth elmennek inni, hogy felidézzék a munkában együtt töltött időt, majd visszatérnek Dalton házába. Ezzel egy időben Tate és Sebring a barátaikkal töltött vacsora után szintén hazatérnek. Booth elszív egy LSD-be mártott cigit, amit egy hippi lánytól vett az utcán, és elviszi Brandyt sétálni, míg Dalton italt készít. Ekkor a Manson család tagjai, Tex, Sadie, Flower Child és Katie a ház elé érkeznek, arra készülve, hogy mindenkivel végezzenek a Tate házban.
Dalton meghallja az autót, és elzavarja őket az utcából. A Manson családtagok felismerik Daltont és Sadie okfejtése nyomán - miszerint Hollywood nevelte őket gyilkolásra, így a sztárok megérdemlik a halált -, módosítják terveiket és úgy döntenek, őt ölik meg. Flower Child, elhagyja a csapatot, elszáguld az autóval. A hippik betörnek a házba, ahol szembetalálkoznak a bedrogozott Boothszal és a rémült Capuccival. Mivel látta őket a Spahn farmon, Booth felismeri a csapatot. Booth támadásra utasítja Brandy-t, ketten végeznek Katie-vel és Tex-szel, illetve megsebesítik Sadie-t, noha Booth szúrást kap, és eszméletét veszti a küzdelemben. Sadie gyilkos önkívületben kibotorkál az udvarra és belezuhan Dalton medencéjébe, aki mindeddig fülhallgatóval zenét hallgatott, így semmit sem vett észre a házban történtekből. Dalton magához veszi egy, a korábbi filmjéből megtartott lángszóróját és hamuvá égeti Sadie-t. Miután a mentők kórházba viszik Boothsot, a zűrzavarra felfigyelő Sebring szóba elegyedik Daltonnal, végül Tate meghívja a színészt, hogy csatlakozzon hozzá és a barátaihoz egy italra, amit Dalton elfogad.

## Szereplők
| Szereplő                 | Színész           | Magyar hang     | Leírás |
| ------------------------ | ----------------- | --------------- | --- |
| Rick Dalton              | Leonardo DiCaprio | Hevér Gábor     | Lecsúszófélben levő színész (fiktív személy), aki 1958-tól 1963-ig a "Bounty Law" című fiktív western tévésorozat főszereplője volt. Sikertelenül próbálkozott szerepet kapni mozifilmekben, és 1969-ben, tévés show-műsorok vendégszereplései mellett már azt fontolgatja, hogy a spagettiwesterneket gyártó Olaszországba költözik. Tarantino világában Sharon Tate szomszédja. |
| Cliff Booth              | Brad Pitt         | Stohl András    | Rick dublőre és régi jó barátja (fiktív személy). |
| Sharon Tate              | Margot Robbie     | Dobó Enikő      | Amerikai színésznő (valós személy), Roman Polański felesége, akit Charles Manson követői 1969-ben saját otthonában Jay Sebringgel együtt meggyilkoltak. |
| Marvin Schwarz           | Al Pacino         | Reviczky Gábor  | Amerikai producer (valós személy), a filmben Rick Dalton ügynöke és barátja. |
| Lynette "Squeaky" Fromme | Dakota Fanning    | Földes Eszter   | Charles Manson egyik valós követője (valós személy). A Manson-család tagjai által elkövetett Tate-LaBianca gyilkosságokban nem vett részt, de merényletet kísérelt meg Gerald Ford amerikai elnök ellen. |
| Pussycat                 | Margaret Qualley  | Mentes Júlia    | Manson egyik követője (fiktív személy), autóstoppos lány. Cliff felveszi és elviszi a hippik farmjára. |
| Steve McQueen            | Damian Lewis      | Király Attila   | Amerikai színész (valós személy), Jay Sebring barátjaként meghívást kapott Sharon Tate otthonába a gyilkosságok estéjére, de nem ment el, így életben maradt. |
| George Spahn             | Bruce Dern        | Fodor Tamás     | A Spahn Ranch tulajdonosa volt (valós személy). 80 éves, majdnem vak ember, aki a ranchát korábban bérbe adta westernek forgatásához. Később Manson és követői, az idős és beteg tulajdonost kihasználva, megszállták és tanyájukká tették a birtokot. A filmben Spahn Cliff régi munkatársa.                                                                                     |
| Jay Sebring              | Emile Hirsch      | Fehér Tibor     | Hollywoodi fodrász és Sharon Tate barátja volt (valós személy), akit Tate otthonában Charles Manson követői meggyilkoltak. |
| Charles Manson           | Damon Herriman    | Mészáros Tamás  | A Manson "család" hírhedt vezetője, aki elrendelte Sharon Tate és barátai meggyilkolását. |
| "Business Bob" Gilbert   | Scoot McNairy     | Pataki Ferenc   | A "Bounty Law" fiktív sorozat egyik szereplője. |
| James Stacy              | Timothy Olyphant  | Zámbori Soma    | Amerikai televíziós és filmszínész. |
| Wayne Maunder            | Luke Perry        | Rajkai Zoltán   | Kanadai-amerikai színész (valós személy). |
| Bruce Lee                | Mike Moh          | Ágoston Péter   | Hongkongi-amerikai színész, rendező, harcművész és kaszkadőr. |
| Charles "Tex" Watson     | Austin Butler     | Jéger Zsombor   | Manson egyik követője és bizalmasa (valós személy), aki a Manson "család" három másik tagja mellett közvetlenül részt vett a gyilkosságokban. |
| Catherine Share          | Lena Dunham       | Staub Viktória  | Manson egyik követője (valós személy), aki nem vett közvetlenül részt a gyilkosságokban. |
| Sam Wanamaker            | Nicholas Hammond  | Szacsvay László | Amerikai színész és rendező (valós személy), aki 1950-ben Londonba költözött, mert attól tartott, hogy kommunistaszimpatizáns nézetei miatt feketelistára fog kerülni. |
| Allen Kincaide           | Spencer Garrett   | Kapácsy Miklós  | Televíziós személyiség (fiktív személy), 1969-ben a hollywoodi kulisszatitkokat bemutató show-műsor vezetője. |
| Randy                    | Kurt Russell      | Dörner György   | Hollywoodi munkás, nem bírja Cliffet. |

További színészek: Tim Roth, Michael Madsen, James Marsden, Michael Vincent McHugh, Julia Butters, James Remar, Martin Kove, Brenda Vaccaro, Nichole Galicia, Craig Stark, Marco Rodríguez, Ramón Franco, Raul Cardona, Danny Strong, Sydney Sweeney, Clu Gulager, Mikey Madison, Inbal Arimav, Natalie Cohen, Rachel Redleaf, Kansas Bowling, Parker Love Bowling, Daniella Pick, Lisa Dee, Robert Broski, James T. Schlegel, Brian Patrick Butler, Tom Hartig, Chad Ridgely, Rebecca Rittenhouse és Harley Quinn Smith. Mindannyian meghatározatlan szerepben tűnnek fel a filmben.

## Fordítás
Ez a szócikk részben vagy egészben  az   Once Upon a Time in Hollywood című angol Wikipédia-szócikk ezen változatának fordításán alapul.  Az eredeti cikk szerkesztőit annak laptörténete sorolja fel. Ez a jelzés csupán a megfogalmazás eredetét és a szerzői jogokat jelzi, nem szolgál a cikkben szereplő információk forrásmegjelöléseként.